# تپه چیا باو (۱)
تپه چیا باو (۱) در شهرستان گیلانغرب، بخش گواور، دهستان حیدریه، ۵۰۰ متری جنوب روستای قیطول واقع شده و این اثر در تاریخ ۲۶ اسفند ۱۳۸۶ با شمارهٔ ثبت ۲۱۸۱۱ به‌عنوان یکی از آثار ملی ایران به ثبت رسیده است.